# تورنيتين
تورنيتين (Turnitin) هو موقع أمريكي يقدم الخدمة للطلاب والباحثين من اجل تأكيد اصالة كتابة البحث ومنع السرقات العلمية والتأكد مما يسمى (نسبة الاستلال). انشأت هذه الخدمة منذ سنة 1997 ميلادية واسمه بالإنجليزية (Turnitin) وتشتري غالب الجامعات الرصينة خدمة الاستفادة من هذا الموقع ليتاح مجانا لطلبة تلك الجامعة اذ تتيح للطلبة الابتعاد عن الانتحال العلمي وتحدد اوجه التشابه بين ما يكتبه الطالب أو الباحث من بحوث علمية وبين بحوث أخرى.
احيانا تكون مراجعة بحوث الطلاب والتأكد من عدم الانتحال العلمي باستخدام موقع تورنيتين هو جزء من مطلبات الدراسة أو قبول البحوث في المؤتمرات العلمية الرصينة، ولكن وجه أكثر من طالب وباحث الاعتراضات على الموقع بادعاء ان هذا العمل تجاري ويستغل أعمال البحوث لاغراض تجارية بالوقت التي يجب ان تكون متاحة مجانا من اجل المسيرة العلمية التي تخدم البشرية بشكل عام، لذ زعم بعض النقاد أن استخدام هذا البرنامج الاحتكاري  ينتهك الخصوصية التعليمية وكذلك قوانين الملكية الفكرية  الدولية، ويستغل أعمال الطلاب لأغراض تجارية عن طريق تخزينها بشكل دائم في قاعدة بياناته الخاصة.
موقع الخدمة متوفر بثمانية عشر لغة اهمها اللغة الإنجليزية ومن ضمن اللغات المتوفر اللغة العربية، والخدمة مقدمة من قبل موقع (انتحال) واسم الشركة (iParadigms LLC) اذ اثقدم خدمة أخرى في مجال الاعلام حيث يتم من خلال هذه الخدمة كشف الانتحال للمقالات وما ينشر في الصحف والمجلات.

## الانتحال العلمي
الانتحال هو مشكلة شائعة (وغالبًا ما يساء فهمها) وغالبًا ما تكون نتيجة لنقص المعرفة والمهارات، ومهمة هذه الخدمة الالكترونية هي دعم مجتمع التعليم من خلال مجموعة شاملة من الموارد لمساعدة الطلاب على الكتابة بنزاهة ومهنية.

## الوظيفة
يبحث برنامج Turnitin عن محتوى غير أصلي في البحوث العلمية للطلبة والباحثين، من خلال مقارنة الأوراق البحثية المرسلة بعدة قواعد بيانات اذ يستخدم الموقع خوارزمية خاصة به تقوم بمسح قواعد البيانات الخاصة بها ومن خلالها يتم معرفة نسبة التطابق بين المادة المرسلة وبين البحوث العلمية الأخرى، ولدى الموقع ايضًا اتفاقيات ترخيص مع قواعد بيانات ملكية أكاديمية كبيرة.
1. ↑  مُعرِّف قاعدة بيانات البحث العالمية (GRID): grid.479387.6.